# Bidovce
Bidovce (deutsch Bidowetz, ungarisch Magyarbőd – bis 1902 Bőd) ist eine Gemeinde im Südosten der Slowakei.
Die Gemeinde Bidovce liegt etwa 15 Kilometer östlich von Košice im Tal der Olšava, eines 50 Kilometer langen Nebenflusses des Hornád. Östlich von Bidovce erhebt sich der Gebirgszug Slanské vrchy mit dem 856 Meter hohen Bogota. Der Gebirgseinschnitt zwischen Bidovce und Sečovce mit einer Passhöhe von 473 Metern (Dargovpass, Dargovský priesmyk) wird von der Europastraße 50 genutzt, die über das Gebirge führt.
Nachbargemeinden von Bidovce sind Čakanovce im Norden, Nižná Kamenica im Nordosten, Svinica im Osten und Süden, Olšovany im Südosten (Berührungspunkt), Ďurďošík im Westen sowie Trsťany im Nordwesten.
In Bidovce kreuzt die Straße 2. Ordnung 576 (Bohdanovce–Vranov nad Topľou) die Straße 1. Ordnung 50 (Košice–Michalovce), die zugleich einen Abschnitt der Europastraße 50 bildet. Seit 2019 endet die Autobahn D1 an der Anschlussstelle Bidovce (442) südlich des Ortes.
Der Ort Bidovce wurde im Jahr 1273 erstmals schriftlich als Beud erwähnt.

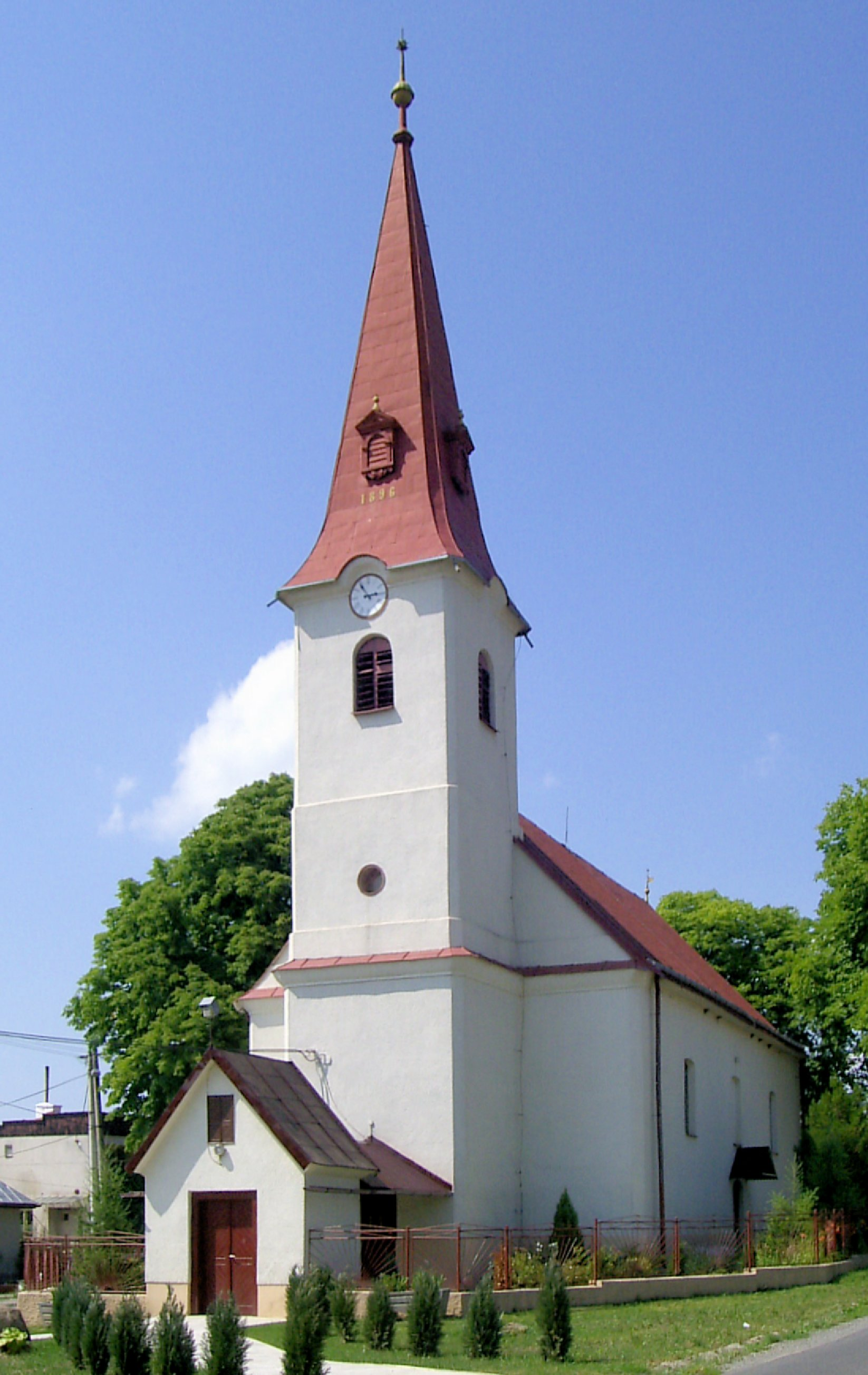
Reformierte Kirche in Bidovce

Die Bevölkerung der Gemeinde Bidovce besteht zu fast 94 % aus Slowaken, 52 % der Einwohner bekennen sich zur Reformierten Kirche, 31 % der Einwohner gaben römisch-katholisch und ca. 3 % griechisch-katholisch als Konfession an (Zahlen von 1991).

## Bevölkerung
| Jahr                | 1994 | 2004    | 2014     | 2024     |
| ------------------- | ---- | ------- | -------- | -------- |
| Anzahl der Personen | 1080 | 1168    | 1444     | 1702     |
| Unterschied         |      | +8,14 % | +23,63 % | +17,86 % |

| Jahr                | 2023 | 2024    |
| ------------------- | ---- | ------- |
| Anzahl der Personen | 1689 | 1702    |
| Unterschied         |      | +0,76 % |

## Belege
1. ↑  Hustota obyvateľstva - obce [om7014rr_obc=AREAS_SK, v_om7014rr_ukaz=Rozloha (Štvorcový meter)]. Statistical Office of the Slovak Republic, 31. März 2025, abgerufen am 31. März 2025 (slowakisch).
2. ↑  Počet obyvateľov podľa pohlavia - obce (ročne) [om7101rr_obce=AREAS_SK]. Statistical Office of the Slovak Republic, 31. März 2025, abgerufen am 31. März 2025 (slowakisch).
3. ↑  Statistikportal MOŠ (Seite nicht mehr abrufbar, festgestellt im April 2018. Suche in Webarchiven)  Info: Der Link wurde automatisch als defekt markiert. Bitte prüfe den Link gemäß Anleitung und entferne dann diesen Hinweis.
4. 1 2  Počet obyvateľov podľa pohlavia - obce (ročne) [om7101rr_obce=AREAS_SK]. Statistical Office of the Slovak Republic, 31. März 2025, abgerufen am 31. März 2025 (slowakisch).